# اسمیل ۱۰۲۸۷
سیارک ۱۰۲۸۷ (به انگلیسی: 10287 Smale، نامگذاری:1982UK7) ده هزار و دویست و هشتاد و هفتمین سیارک کشف شده‌است که در ۲۱ اکتبر ۱۹۸۲ کشف شد.
قدر مطلق سیارک برابر ۱۳٫۴۰ است.